# Грегор Баумгартнер
Грегор Баумгартнер (нім. Gregor Baumgartner; 13 липня 1979, м. Капфенберг, Австрія) — австрійський хокеїст, правий/лівий нападник. 
Вихованець хокейної школи ХК «Капфбенбергер». Виступав за «Лаваль Тайтен» (QMJHL), «Мічиган К-Вінгс» (ІХЛ), «Юта Гріззліз» (ІХЛ/АХЛ), «Оклахома-Сіті Блейзерс» (КХЛ), «Пенсакола Айс-Пайлотс» (ECHL), «Відень Кепіталс», «Ред Булл» (Зальцбург), «Лінц».
У складі національної збірної Австрії учасник чемпіонатів світу 2000, 2007, 2009 і 2012 (дивізіон I). У складі молодіжної збірної Австрії учасник чемпіонату світу 1996 (група B). У складі юніорської збірної Австрії учасник чемпіонату Європи 1996 (група С).

## Досягнення
- Чемпіон Австрії — 2005, 2012.